# Live 1975–85
Live 1975–85 är musikalbum av Bruce Springsteen & E Street Band utgivet av skivbolaget Columbia Records 10 november 1986.  
Albumet innehåller liveversioner med totalt 40 låtar från flera olika spelningar, med början från Roxy-teatern i Los Angeles 18 oktober 1975 (med ca: 500 i publiken), fram till låtar inspelade från Los Angeles Memorial Coliseum 30 september 1985 (med ca: 80.000 i publiken). I samlingen fanns några tidigare outgivna låtar: Den instrumentala "Paradise by the "C"", "Seeds", "Because the Night", och "Fire". Även 4 coverlåtar kom med: Eddie Floyds "Raise your Hand", Woody Guthries "This is your Land", Edwin Starrs "War", och avslutningsvis Neil Youngs "Jersey Girl".

## Låtlista
Denna indelning gäller CD-versionen; liveboxen släpptes även på vinyl och är då uppdelad i 5 skivor.

### Skiva 1
1. "Thunder Road" - 5:46
2. "Adam Raised a Cain" - 5:26
3. "Spirit in the Night" - 6:25
4. "4th of July, Asbury Park (Sandy)" - 6:34
5. "Paradise by the "C"" - 3:54
6. "Fire" - 2:51
7. "Growin' Up" - 7:58
8. "It's Hard to Be a Saint in the City" - 4:39
9. "Backstreets" - 7:35
10. "Rosalita (Come Out Tonight)" - 10:08
11. "Raise Your Hand" - 5:01
12. "Hungry Heart" - 4:30
13. "Two Hearts" - 3:06

### Skiva 2
1. "Cadillac Ranch" - 4:52
2. "You Can Look (But You Better Not Touch)" - 3:58
3. "Independence Day" - 5:08
4. "Badlands" - 5:17
5. "Because the Night" - 5:19
6. "Candy's Room" - 3:19
7. "Darkness on the Edge of Town" - 4:19
8. "Racing In The Street" - 8:12
9. "This Land Is Your Land" - 4:21
10. "Nebraska" - 4:18
11. "Johnny 99" - 4:24
12. "Reason to Believe" - 5:19
13. "Born in the U.S.A." - 6:10
14. "Seeds" - 5:14

### Skiva 3
1. "The River" - 11:42
2. "War" - 4:53
3. "Darlington County" - 5:12
4. "Working on the Highway" - 4:04
5. "The Promised Land" - 5:36
6. "Cover Me" - 6:57
7. "I'm on Fire" - 4:26
8. "Bobby Jean" - 4:30
9. "My Hometown" - 5:13
10. "Born To Run" - 5:03
11. "No Surrender" - 4:41
12. "Tenth Avenue Freeze-Out" - 4:21
13. "Jersey Girl" - 6:30